# Kågeröd
Kågeröd – miejscowość (tätort) w Szwecji, w regionie administracyjnym (län) Skania, w gminie Svalöv.
Według danych Szwedzkiego Urzędu Statystycznego liczba ludności wyniosła: 1516 (31 grudnia 2015), 1562 (31 grudnia 2018) i 1570 (31 grudnia 2019).